# 馬德萊因峰
46°44′22.7″N 10°20′21″E / 46.739639°N 10.33917°E

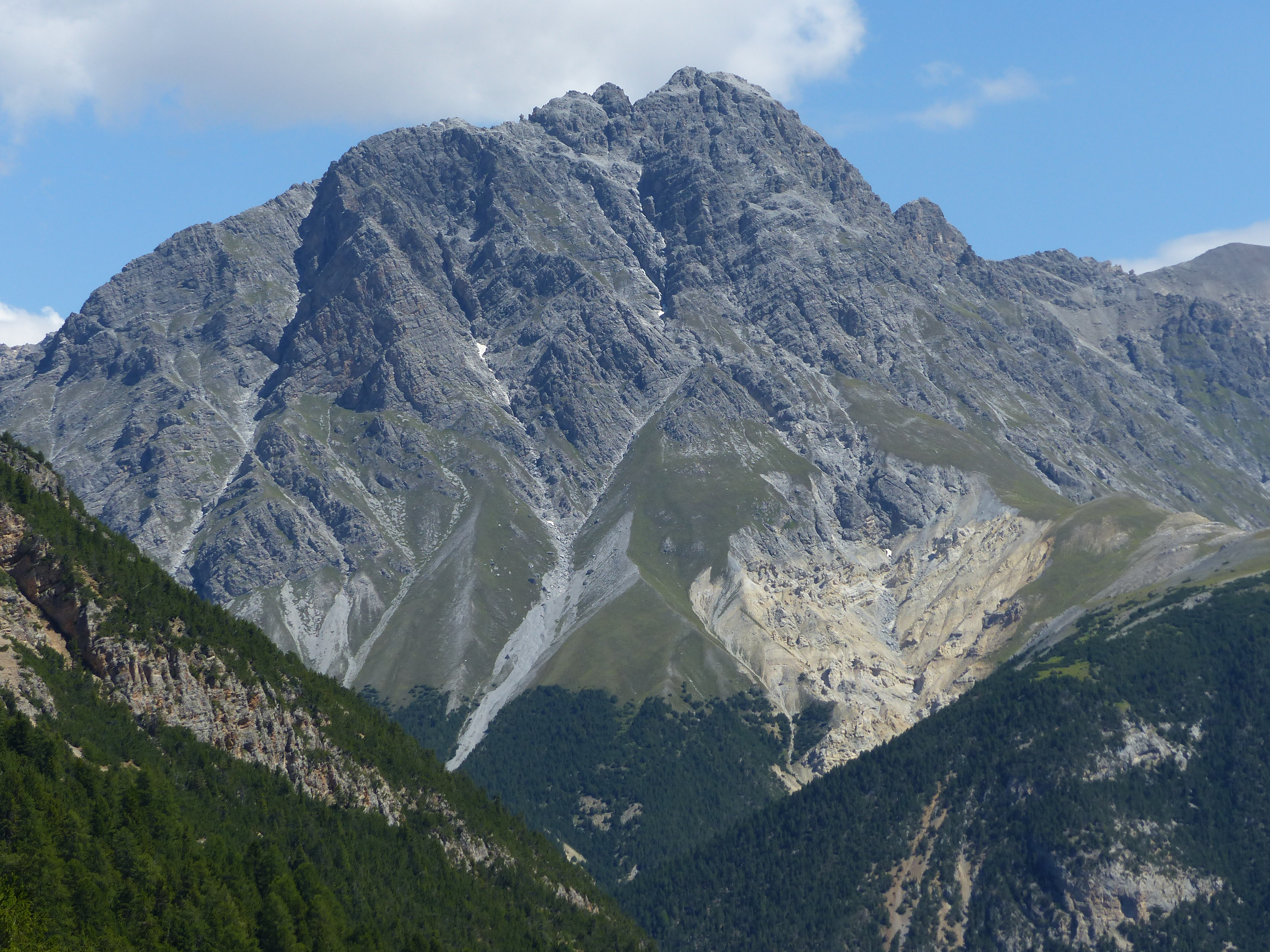

馬德萊因峰（Piz Madlain），是瑞士的山峰，位於該國東南部，由格勞賓登州負責管轄，屬於塞斯文納山脈的一部分，海拔高度3,099米，每年平均降雨量1,367毫米。